# Église des Saints-Archanges de Kumane
Pour les articles homonymes, voir Église des Saints-Archanges (homonymie).
L'église des Saints-Archanges de Kumane (en serbe cyrillique : Црква Светог Архангела у Куману ; en serbe latin : Crkva Svetog Arhangela u Kumanu) est une église orthodoxe serbe située à Kumane, dans la province autonome de Voïvodine, dans la municipalité de Novi Bečej et dans le district du Banat central en Serbie. Elle est inscrite sur la liste des monuments culturels de grande importance de la république de Serbie (identifiant no SK 1107).

## Historique
En 1758, le village s'est doté d'une première église de bardeaux avec un toit de roseaux ; la voûte était constituée de planches peintes en bleu. En 1768, le peintre serbe baroque Teodor Ilić Češljar a réalisé plusieurs icônes pour l'église de ce village où avaient vécu ses parents ; ces œuvres sont aujourd'hui conservées au Palais épiscopal de Vršac. L'église actuelle a été édifiée entre 1822 et 1832, dans un style mêlant néo-classicisme et néo-baroque. En 1916-1917, les cloches de l'église ont été emportées par les Autrichiens et fondues pour contribuer à leur effort de guerre ; en 1923, quatre nouvelles cloches ont été installées dans la tour de l'église.

## Architecture
L'édifice, qui mesure 38 m de long sur 18 m de large, est doté d'une nef unique prolongée par une abside à cinq pans. La façade occidentale, dont la partie centrale est incurvée, est dominée par clocher de 36 m de haut ; elle est ornée d'un fronton ovale soulignant la courbure de l'ensemble. Les façades sont rythmées par des pilastres, des niches et des ouvertures surmontées d'arcs en plein cintre ; les ouvertures des façades latérales sont plus profondément engagées dans la maçonnerie. Sous le toit court une frise de style dorique, faisant alterner triglyphes et métopes,,.

## Décoration intérieure
L'iconostase de l'église, le trône de la Mère de Dieu et le trône de l'archiprêtre ont été sculptés de 1842 à 1846 par les frères Mihajlo et Lazar Janić et leur atelier, dans un style mêlant baroque et classique, ces deux frères ayant déjà notamment travaillé à la cathédrale de l'Ascension de Timișoara, ; cette iconostase a été peinte en 1854 par Nikola Aleksić. D'autres peintures sont dues à Stevan Aleksić, qui les a réalisées en 1908.